# Maxxis
Maxxis est une entreprise de fabrication de pneumatique, basée à Yuanlin (en) à Taïwan, et fondée le 1er janvier 1967 par Luo Jye. C'est une filiale qui appartient à 100% à Cheng Shin Rubber Industry Co. C'est la 9ème plus grande entreprise de pneumatique par le chiffre d'affaires dans le secteur (2013).
L'entreprise produisait autrefois uniquement des pneus de vélo. Avec son développement en Asie d'abord, puis dans le monde entier, elle s'est ouverte sur de nouveaux segments ; elle produit à présent des pneus pour car, bus, camions, motos, ATV, kart...
Opérant sous le nom de Maxxis dans plusieurs pays, Cheng Shin Rubber Industry Co. a fait un chiffre d'affaires d'environ 3,85 milliards de $ en 2015.
Aujourd'hui Maxxis opère à Taïwan, en Chine, en Thaïlande, au Vietnam, aux États-Unis, au Canada, en Grande Bretagne, en Allemagne, aux Pays-Bas, au Japon, à Dubaï, et plus récemment en Inde et en Indonésie (2017). Maxxis a ouvert de nombreuses usines dans le monde entier et distribue ses produits dans environ 180 pays.